# Tetrablemma phulchoki
Tetrablemma phulchoki là một loài nhện trong họ Tetrablemmidae.
Loài này thuộc chi Tetrablemma. Tetrablemma phulchoki được Lehtinen miêu tả năm 1981.